# Just Feel Better
Singles de Santana
I'm Feeling You
(2005) Cry Baby Cry
(2006)
Just Feel Better est le deuxième single international, issu de l'album All That I Am du groupe de rock latino Santana, sorti le 13 décembre 2005. La chanson présente Steven Tyler au chant du groupe Aerosmith, également signé chez Sony Music Entertainment. 

## Production
La chanson est produite en 2004 par John Shanks et écrite par Jamie Houston, Buck Johnson et Damon Johnson. Le single obtient un succès raisonnable en Australie, faisant ses débuts à la 8e place des ARIA Charts et recevant une diffusion importante. En Australie, il est diffusé plusieurs fois sur Rage (réseau ABC) et sur des vidéos (canal 10). La chanson a également été enregistrée avec le leader de Puddle of Mudd, Wes Scantlin, au chant, mais Santana déclare qu'il pensait que Tyler l'avait mieux fait, avec plus d'émotion, bien qu'il ait aimé les deux interprétations. En 2010, Damon Johnson enregistre sa propre version de la chanson pour son album Release.
Cette chanson est diffusée sur l'iPod nano de première génération sur sa boîte d'emballage.

## Clip
Le clip met en vedette Nikki Reed qui joue le rôle d'une jeune fille aux prises avec divers problèmes, notamment un enseignant qui lui fait des avances sexuelles et une relation tendue avec sa mère. À la fin, elle rencontre enfin un gars sympa mais qui est soudainement tué dans un accident, ce qui la pousse à faire amende honorable avec sa mère et à travailler plus dur à l'école.

## Musiciens
- Steven Tyler — chant
- Carlos Santana — guitares
- Benny Rietveld — basse
- Chester D. Thompson — claviers
- Dennis Chambers — batterie
- Karl Perazzo, Raul Rekow — percussions

## Classements
| Classement (2005)                       | Meilleure position |
| --------------------------------------- | ------------------ |
| Allemagne (Media Control AG)            | 44                 |
| Australie (ARIA)                        | 7                  |
| Italie (FIMI)                           | 33                 |
| Pays-Bas (Nederlandse Top 40)           | 58                 |
| Royaume-Uni (UK Singles Chart)          | 77                 |
| Suisse (Schweizer Hitparade)            | 39                 |
| Belgique (Wallonie Ultratop 50 Singles) | 55                 |

## Distinction
| Année | Titre                                                                                         | Catégorie                 | Récompense |
| ----- | --------------------------------------------------------------------------------------------- | ------------------------- | ---------- |
| 2007  | Just Feel Better (Burleigh Johnson, Damon Johnson, James Scoggin) – Santana avec Steven Tyler | Meilleure œuvre étrangère | Lauréat    |